# George Smith (botánico)
George Smith (15 de diciembre de 1895 - 29 de marzo de 1967) fue un botánico y micólogo inglés.

## Algunas publicaciones

### Libros
- Smith, G; H Raistrick. 1947. An Introduction to Industrial Mycology. Ed. Edward Arnold & Co. Ltd. Londres. 271 pp.; bibliografía; índex; 143 ilus.

- Brown, A.H.S.; Smith, G.S. (1957). «The genus Paecilomyces Bainier and its perfect stage Byssochlamys Westling». Transactions of the British Mycological Society 40 (1): 17-89. doi:10.1016/s0007-1536(57)80066-7.

- Morton, F.J.; Smith, G. (1963). «The genera Scopulariopsis Bainier, Microascus Zukal, and Doratomyces Corda». Mycological Papers 86: 1-99.

- La abreviatura «G.Sm.» se emplea para indicar a George Smith como autoridad en la descripción y clasificación científica de los vegetales.[1]

## Fuente
- Desmond, R. 1994. Dictionary of British & Irish Botanists & Horticulturists includins Plant Collectors, Flower Painters & Garden Designers. Taylor & Francis & The Natural History Museum, Londres.